# まんが画廊
まんが画廊とは、かつて江古田に存在した喫茶店である。

## 概要
企画会社ひろみプロが経営母体で、アニメビデオ上映、セル画・資料集・ポスター・同人誌の展示、セル画等の販売、コピーサービスなどが行われており、みのり書房のアニメ雑誌『月刊OUT』のムック編集作業などにも利用された。また漫画家、アシスタント、編集者、アニメーターなど、漫画・アニメ業界の業界人、予備軍及びファン等が多数出入りしていたことでも知られている。たとえば次の人々が常連として利用していた。
- ゆうきまさみ [1][3]
- しげの秀一 [1][4]
- 永野護 [1]
- 谷口敬 [5]
- 川村万梨阿 [1][4]
- とまとあき [6]
- ぶらじま太郎 [6]
- 小牧雅伸 [7]
- 井上伸一郎 [6]
- 小黒祐一郎 [8]
- 白山隆彦 [6]
- 沖由佳雄 - まんが画廊に『パロディ版宇宙戦艦ヤマト』（カラクタクラス・ラボ 発行）が置いてあったとの証言あり[1]
- 計奈恵 - まんが画廊に展示されていた『宇宙戦艦ヤマト』のセルを見に行ったことがあるとの証言あり[1]
- 豊島ゆーさく [9]
- 蛭児神建 [4][8]
- 孤ノ間和歩 [4]
- 森野うさぎ [10][11]

吾妻ひでおのアシスタントであった沖由佳雄は、まんが画廊でスカウトしたメンバーを日本初のロリコン漫画同人誌『シベール』の作家として起用しており、その中には『シベール』に先駆けて1978年12月に日本初のロリコン同人誌『愛栗鼠』をコミックマーケット10で発表していた蛭児神建もいた。常連客であった計奈恵は「トラブルも含めて色々ありましたけど、まんが画廊は私達が卒業した学校のような存在でした」と評している。

## 参考資料
- コミックマーケット準備会『コミックマーケット30’sファイル』青林工藝舎 2005年7月
- 蛭児神建（元）『出家日記―ある「おたく」の生涯』角川書店 2005年11月